# Dendropsophus baileyi
Dendropsophus baileyi é uma espécie de anura da família Hylidae.
É endémica do Brasil.